# I Stand
Chansons représentant la Tchéquie au Concours Eurovision de la chanson
Hope Never Dies
(2015) My Turn
(2017)
I Stand (en français « Je reste debout ») est la chanson de Gabriela Gunčíková qui représente la Tchéquie au Concours Eurovision de la chanson 2016 à Stockholm.
Le 10 mai 2016, lors de la 1re demi-finale, elle termine à la 9e place avec 161 points et est qualifiée pour la finale le 14 mai 2016, au cours de laquelle elle termine à la 25e position avec 41 points.